# Albert Dauchez
Albert Dauchez var en fransk bågskytt. Han deltog vid olympiska sommarspelen 1908.